# 大塚寧寧
大塚寧寧（日语：大塚 寧々，1968年6月14日—）日本女演员。本名田邊寧寧（田辺 寧々），旧姓大塚。東京都出身。日本大学藝術学部写真学科毕业。丈夫是知名演員田邊誠一。

## 演出

### 連續劇
| 片名                                                           | 放映日                          | 角色                  | 製作公司           | 備考                     |
| -------------------------------------------------------------- | ------------------------------- | --------------------- | ------------------ | ------------------------ |
| 隔世情未了                                                     | 1992年7月 - 9月                 | 木田ゆか              | 富士電視台         | 出道作品                 |
| 想變得漂亮                                                     | 1992年10月 - 12月               | 原田優美              | 讀賣電視台         |                          |
| 何時說愛我                                                     | 1993年1月 - 3月                 | 本橋聖子              | TBS                |                          |
| スキャンダル                                                   | 1993年6月 - 8月                 | 葉山瓔子              | 富士電視台         | 主演                     |
| 君に伝えたい                                                   | 1994年6月5日                    |                       | TBS                | 第10話                   |
| 我是O型・牡羊座                                                | 1994年10月 - 12月               | 山田惠利佳            | 日本電視台         |                          |
| 他日再相逢                                                     | 1995年7月 - 9月                 | 今中純子              | 富士電視台         |                          |
| 裸之大将                                                       | 1995年11月                      | マドンナ              | 關西電視台         |                          |
| 無悔的愛                                                       | 1996年1月 - 3月                 | 太田香代              | TBS                |                          |
| 世界奇妙物語 秋季特別篇 「牆壁的小説」                         | 1996年10月2日                   | 三神有紀              | 富士電視台         | 主演                     |
| 毛利元就                                                       | 1997年1月 - 12月                | 壽之方                | NHK                |                          |
| 感應少年EIJI                                                   | 1997年1月 - 3月                 | 志摩亮子              | 日本電視台         |                          |
| 大搜查線 秋季犯罪撲滅 Special                                  | 1998年10月6日                   | 相良純子              | 富士電視台         |                          |
| 鄰人偷笑的秘密                                                 | 1999年10月 - 12月               |                       | 日本電視台         |                          |
| 多情城市 第七話                                                | 1999年2月23日                   | 天野玲美              | 關西電視台         | 主演                     |
| Special Drama 六月的櫻花                                       | 1999年3月22日                   | 舘崎みづき            | 北海道電視台       | 主演                     |
| 庶務二課新春特別篇                                             | 2000年1月2日                    | 淺見玲                | 富士電視台         |                          |
| YASHA-夜叉-                                                    | 2000年4月 - 6月                 | 有末比佐子            | 朝日電視台         |                          |
| 寺内貫太郎一家2000 SP                                          | 2000年9月22日                   |                       | TBS                |                          |
| 新聞最前線                                                     | 2000年10月 - 12月               | 村岡凛                | 日本電視台         |                          |
| HERO                                                           | 2001年1月 - 3月                 | 中村美鈴              | 富士電視台         |                          |
| 小偷家族                                                       | 2001年4月11日･18日              | 元婦警の泥棒          | 日本電視台         |                          |
| 天堂之路                                                       | 2002年4月 - 6月                 | 柏木奈緒子            | 讀賣電視台         |                          |
| 甜心小廚師                                                     | 2002年7月 - 9月                 | 青木藤子              | TBS                | 第8話                    |
| 私家偵探濱麥克                                                 | 2002年8月5日                    |                       | 讀賣電視台         | 第6話                    |
| 搞笑偵探一族                                                   | 2002年9月14日                   | 氷河美津子            | 日本電視台         | 第9話                    |
| 心理醫生楷恭介                                                 | 2002年10月 - 12月               | 杉田晴香              | 日本電視台         | 第9話                    |
| 逮捕令                                                         | 2002年10月 - 12月               |                       | 朝日電視台         | 第6話                    |
| Message～背叛的語言                                            | 2003年1月 - 3月                 |                       | 讀賣電視台         |                          |
| 世界奇妙物語 春季特別篇 「超税金対策殺人事件」                 | 2003年3月24日                   |                       | 富士電視台         |                          |
| 小孤島大醫生                                                   | 2003年7月 - 9月                 | 西山茉莉子            | 富士電視台         |                          |
| 微笑日記                                                       | 2003年8月 - 10月                | 紫野美冬 （小箱美子） | NHK総合            |                          |
| 初戀.com                                                       | 2003年12月22日 - 25日           | 川瀬                  | 日本電視台         |                          |
| 民俗學者八雲樹                                                 | 2004年10月 - 12月               | 近衛知夏              | 朝日電視台         | 第8･9話                  |
| 小孤島大醫生2004                                               | 2004年11月12日･13日             | 西山茉莉子            | 富士電視台         |                          |
| 德川綱吉 被稱為狗的男人                                        | 2004年12月28日                  | りく                  | 富士電視台         |                          |
| 敗犬的遠吠                                                     | 2005年1月8日                    | 北島環                | 日本電視台         |                          |
| anego                                                          | 2005年4月 - 6月                 | 河田沙知子            | 日本電視台         | 第9話                    |
| 刑事部屋                                                       | 2005年7月 - 9月                 | 姫野百合子            | 朝日電視台         |                          |
| 真愛時光                                                       | 2005年10月 - 12月               | 早川香里              | TBS                |                          |
| 時代屋的妻子                                                   | 2006年2月14日                   | 真弓                  | 日本電視台         |                          |
| 廚房大戰                                                       | 2006年2月25日                   | 横山美智              | 富士電視台         |                          |
| 詐欺獵人                                                       | 2006年4月 - 6月                 | 星谷澄子              | TBS                | 第8話                    |
| HERO 特別編                                                    | 2006年7月3日                    | 中村美鈴              | 富士電視台         |                          |
| 小孤島大醫生2006                                               | 2006年10月 - 12月               | 西山茉莉子            | 富士電視台         |                          |
| 東京鐵塔：老媽和我，有時還有老爸                               | 2006年11月18日                  | 藤本法子              | 富士電視台         |                          |
| 相棒 Season 5                                                  | 2007年1月1日                    | 辰巳楓                | 朝日電視台         | 第11話                   |
| 老婆這週要出牆                                                 | 2007年1月 - 3月                 | 春木薫                | 富士電視台         |                          |
| 壊れた脳 生存する知                                            | 2007年1月19日                   | 山田規畝子            | 富士電視台         |                          |
| 最遙遠的向日葵                                                 | 2007年9月16日                   | 手島陽子              | 北海道放送         |                          |
| 医龍 -Team Medical Dragon-2                                    | 2007年10月 - 12月               | 小高七海              | 富士電視台         | 第2話                    |
| 鹿男                                                           | 2008年1月17日                   | 卑弥呼                | 富士電視台         | 第1話・第10話（最終回）  |
| 裸之大將〜宮崎的鬼在笑〜                                       | 2008年5月24日                   | マドンナ役            | 富士電視台         | 20世紀版に続くマドンナ役 |
| Around40                                                       | 2008年4月 - 6月                 | 森村奈央              | TBS                |                          |
| 傳說的刑警                                                     | 2008年7月 - 9月                 | 松尾理沙              | 朝日電視台         |                          |
| 天狼星之路                                                     | 2008年9月 -                     | 明子                  | WOWOW              |                          |
| 越境搜査                                                       | 2008年9月                       | 韮沢千佳子            | 朝日電視台         |                          |
| 甜蜜公主2                                                      | 2009年1月                       | 胡桃姫                | 富士電視台         |                          |
| 週一Golden 法廷懸疑SP(2) 裁判員制度電視劇 家族 我能判你死刑嗎? | 2009年5月18日                   | 谷口みな子            | TBS                | 主演                     |
| 東京DOGS                                                       | 2009年10月 - 12月               | 舞島ミサ              | 富士電視台         |                          |
| 週六Premium 新春SPECIAL DRAMA 最後的約定                       | 2010年1月9日                    | 轟冬子                | 富士電視台         |                          |
| 體操男孩                                                       | 2010年4月 - 6月                 | 東奈都子              | TBS                |                          |
| 週六Wide劇場 人類學者・岬久美子的殺人鑑定                      | 2010年9月4日                    | 岬久美子              | 朝日電視台         | 主演                     |
| 真正的犯人～心理特搜事件簿                                     | 2011年1月 - 3月                 | 友枝凛子              | 朝日電視台         |                          |
| 名偵探柯南 致工藤新一的挑戰書 怪鳥傳説之謎                     | 2011年4月15日                   | 妃英理                | 讀賣電視台         |                          |
| 名偵探柯南 致工藤新一的挑戰書                                  | 2011年7月 - 9月                 | 妃英理                | 讀賣電視台         |                          |
| 週六Wide劇場 人類學者・岬久美子的殺人鑑定2                     | 2011年8月6日                    | 岬久美子              | 朝日電視台         | 主演                     |
| 家族之歌                                                       | 2012年4月 - 6月                 | 水島朝子              | 富士電視台         |                          |
| 最後的灰姑娘                                                   | 2013年4月11日－2013年6月20日    | 武內美樹              | 富士電視台         |                          |
| 姻緣獵手                                                       | 2013年4月                       | 清田悦子              | NHK總合            |                          |
| 週六Wide劇場 人類學者・岬久美子的殺人鑑定4                     | 2013年9月21日                   | 岬久美子              | 朝日電視台         | 主演                     |
| 明天媽媽不在                                                   | 2014年2月5日 - 3月12日          | 川島美鈴              | 朝日電視台         | 第4話 - 第9話            |
| 週五Prestige 事件屋稼業2                                       | 2014年1月31日                   | 芹沢利佳子            | 富士電視台         |                          |
| HERO 2                                                         | 2014年8月4日                    | 中村美鈴              | 富士電視台         | 第4話                    |
| 週六Wide劇場 人類學者・岬久美子的殺人鑑定5                     | 2014年11月8日                   | 岬久美子              | 朝日電視台         | 主演                     |
| 殘念丈夫                                                       | 2015年1月 - 3月                 | 細井美和子            | 富士電視台         |                          |
| 東京SENTIMENTAL                                                | 2016年1月 - 4月                 | 玲子                  | 東京電視台         |                          |
| 怪盗偵探 山猫                                                  | 2016年1月 - 3月                 | 宝生里佳子            | 日本電視台         |                          |
| 該隱與亞伯                                                     | 2016年10月 - 12月               | 廣瀨早希              | 富士電視台         |                          |
| BG～身邊警護人～                                               | 2018年1月25日                   | 行永亞佐美            | 朝日電視台         | 第2話                    |
| 大叔的愛                                                       | 2018年4月 - 6月                 | 黑澤蝶子              | 朝日電視台         |                          |
| 天才妙老爹3                                                    | 2018年5月4日                    | 純子                  | 日本電視台         |                          |
| 被討厭的監察官 音無一六                                        | 2022年5月20日                   | 京山夏月              | 東京電視台         | 第3話                    |
| A2Z                                                            | 2023年2月3日                    | 時田仁子              | Amazon Prime Video |                          |
| 獨活女子的守則3                                                | 2023年4月6日                    | 獨活女子              | 東京電視台         | 第1話                    |
| 我們之間沒有的                                                 | 2023年4月 - 6月                 | 新名幸惠              | 富士電視台         |                          |
| 大叔的愛－Returns－                                            | 2024年1月 - 3月                 | 栗林蝶子              | 朝日電視台         |                          |
| 科搜研之女 season24                                            | 2024年7月3日                    | 大月裕子              | 朝日電視台         | 第1話                    |
| 遺產偵探                                                       | 2025年2月22日、3月15日、3月22日 | 灰江深雪              | 日本電視台         | 第5話、第8話、第9話      |
| 被我殺死的丈夫回來了                                           | 2025年7月 - 8月                 | 松木幸子              | WOWOW              |                          |

### 电影
| 片名                                    | 公開年月日     | 角色                             | 配給                       |
| --------------------------------------- | -------------- | -------------------------------- | -------------------------- |
| 欽ちゃんのシネマジャック 「やさしい嵐」 | 1994年9月23日  |                                  | 東宝                       |
| 119                                     | 1994年11月5日  |                                  | 松竹                       |
| 鬼娃娃花子                              | 1995年7月1日   | 鈴木百合子                       | 松竹                       |
| 走らなあかん 夜明けまで                 | 1996年3月30日  |                                  | Excellent film             |
| 燕尾蝶                                  | 1996年9月14日  | レイコ                           | Asmik Ace                  |
| 大いなる完                              | 1998年12月19日 | キヨ                             | C.I.A                      |
| KOROSHI 殺し                            | 2000年11月4日  | 和子                             | Museum                     |
| 天国から来た男たち                      | 2001年6月16日  | 三島奈美恵                       | 日活                       |
| 歩く、人                                | 2002年9月7日   | 清水伸子                         | Monkey Town Productions    |
| うつつ                                  | 2002年6月1日   | 池島公美子                       | 日活                       |
| 笑う蛙                                  | 2002年7月6日   | 倉沢涼子                         | Media box                  |
| Life Is Journey 「LIFE」                | 2003年6月21日  |                                  | Twin                       |
| 機關車先生                              | 2004年7月31日  | 室井よし江                       | 日本Herald                 |
| 沒有問題的我們                          | 2004年2月28日  | 松下桃花                         | Legend Pictures            |
| フリック                                | 2005年1月22日  | 石井伸子                         | KSS                        |
| female フィーメイル 「女神的腳跟」      | 2005年5月14日  | 森島梗子                         | 東芝Entertainment          |
| 狼少女                                  | 2005年12月3日  | 大田未沙                         | Basana Picture             |
| 燃ゆるとき THE EXCELLENT COMPANY        | 2006年2月11日  |                                  | 東映                       |
| LIMIT OF LOVE 海猿                      | 2006年5月6日   | 本間惠                           | 東宝                       |
| バッシング                              | 2006年6月3日   | 高井典子                         | Biotide                    |
| 13之月                                  | 2006年9月30日  | 村沢唯子                         | Share                      |
| 家鴨與野鴨的投幣式置物櫃                | 2007年6月23日  | 麗子                             | Xanadeux                   |
| HERO                                    | 2007年9月8日   | 中村美鈴                         | 東宝                       |
| 郵差                                    | 2008年3月22日  | 海江田泉                         | Xanadu                     |
| 婚假                                    | 2008年6月7日   | 平井芳子                         | Little Bird                |
| ドモ又の死                              | 2008年6月14日  | 九頭龍                           | NEGA2007                   |
| 阿馬爾菲 女神的報酬                     | 2009年7月18日  | 羽場良美                         | 東宝                       |
| 奇跡                                    | 2011年         | 大迫のぞみ（航一・龍之介的母親） | GAGA                       |
| 大家、再見                              | 2013年1月26日  | 渡会日奈                         | Phantom Film               |
| 一切都從遇見你開始                      | 2013年11月22日 | 宮崎沙織                         | WARNER ENTERTAINMENT JAPAN |
| 戀愛中的吸血鬼                          | 2015年4月17日  | 瑪利亞                           | Phantom Film               |
| 楊樹之秋                                | 2015年9月19日  | 星野つかさ                       | Asmik Ace、Synergy         |
| 大叔之愛電影版                          | 2019年8月23日  | 黑澤蝶子                         | 東寶                       |
| 小孤島大醫生                            | 2022年12月16日 | 西山茉莉子                       | 東寶                       |
| 餘生一年的我，與可活半年的妳相遇        | 2024年6月27日  | 早坂慈美                         | Netflix                    |

## 書籍
- 大塚寧々写真集 ルージュの戯れ（井ノ元浩二撮影、1992年、TIS）
- 写真詩集 虎と花（1996年、求龍堂） - 三代目魚武濱田成夫との共著
- あのひとの選んだ10冊（ダ・ヴィンチ編集部編、1997年、リクルート） - インタビュー収録

## CD
- ROOMS Vol.2 僕がいない日には（秋元康プロデュース、1995年、ポニーキャニオン） - 朗読